# Albapèira e Bredòm
Alba Pèira e Bredòm (en francès, Albepierre-Bredons) és un municipi del departament francès de Cantal a la regió d'Alvèrnia-Roine-Alps.